# Bauern-Polka
Bauern-Polka (Polka paysanne) est une polka française de Johann Strauss II (op. 276). L'œuvre est créée le 29 août 1863 à Pavlovsk, en Russie.

## Histoire
Après une grave maladie au début de 1863, Johann Strauss s'est suffisamment rétabli au cours de l'été de la même année pour effectuer un nouveau voyage en Russie. Il est habillé pour la première fois par son épouse Jetty Treffz (de). L'une de ses compositions créées en Russie à cette époque est la Bauern-Polka qui est accueillie avec enthousiasme en Russie. Les musiciens chantent sur les mélodies et frappent fort avec leurs pieds, choses plus tard omises à Vienne. Le succès en Russie est tel que même le tsar Alexandre II vient écouter l’œuvre. A Vienne, cependant, le succès de la polka est limité. Elle est ensuite quelque peu oubliée et est rarement, voire jamais, jouée. Cela s'explique également par le fait que les nombreuses compositions du compositeur se font concurrence dans les répertoires de concert.

## Durée
Sa durée d'exécution est d'environ 3 minutes et 10 secondes. Elle peut varier légèrement selon l'interprétation musicale du chef d'orchestre.

## Interprétations notables
La pièce est jouée lors du célèbre concert du nouvel an à Vienne : en 1989, sous la direction de Carlos Kleiber, en 2003, sous la direction de Nikolaus Harnoncourt, et en 2005, sous la direction de Lorin Maazel.  